# 韋恩 (紐約州)
韋恩（英語：Wayne）是一個位於美國紐約州斯托本縣的鎮。

## 人口
根據2020年美國人口普查的數據，韋恩的面積為58.52平方千米，當中陸地面積為53.31平方千米，而水域面積為5.21平方千米。當地共有人口1006人，而人口密度為每平方千米17人。